# Magnesiumnitrid
Magnesiumnitrid ist eine chemische Verbindung aus den Elementen Magnesium und Stickstoff. Es besitzt die Formel Mg3N2 und gehört zur Stoffgruppe der Nitride.

## Geschichte
Magnesiumnitrid wurde im Jahr 1862 erstmals von den deutschen Chemikern Friedrich Briegleb und Johann Georg Anton Geuther hergestellt und beschrieben.

## Gewinnung und Darstellung
Es entsteht als gelber Feststoff zum Beispiel beim Erhitzen von metallischem Magnesium auf ca. 300 °C unter Stickstoffatmosphäre.
{\displaystyle \mathrm {3\ Mg+\ N_{2}\longrightarrow \ Mg_{3}N_{2}} }
Diese Reaktion verläuft mit −462,8 kJ·mol−1 aus der festen Phase bzw. mit −479,6 kJ·mol−1 aus der flüssigen Phase stark exotherm.
Ebenfalls möglich ist die Herstellung durch Reaktion von Magnesium und Ammoniak.
{\displaystyle \mathrm {3\ Mg+2\ NH_{3}\longrightarrow Mg_{3}N_{2}+3\ H_{2}} }
Bei der Verbrennung von Magnesiummetall an Luft entsteht es neben Magnesiumoxid (MgO) und lässt dieses gelblich erscheinen.

## Eigenschaften
Magnesiumnitrid ist ein grünlichgelbes bis gelborange gefärbtes, lockeres Pulver.  Es kristallisiert im kubischen Anti-Bixbyit Strukturtyp (a = 9,95 Å) und ist damit ein Typ-C Sesquioxid. Mit Wasser hydrolysiert Magnesiumnitrid zu Magnesiumhydroxid und Ammoniak.
{\displaystyle \mathrm {Mg_{3}N_{2}+6\ H_{2}O\longrightarrow 3\ Mg(OH)_{2}+2\ NH_{3}} }
Im historischen Serpek-Verfahren wurde diese Reaktion (neben der Hydrolyse von Aluminiumnitrid) zur Ammoniaksynthese eingesetzt (siehe Haber-Bosch-Verfahren).